# 54 Pułk Piechoty (austro-węgierski)

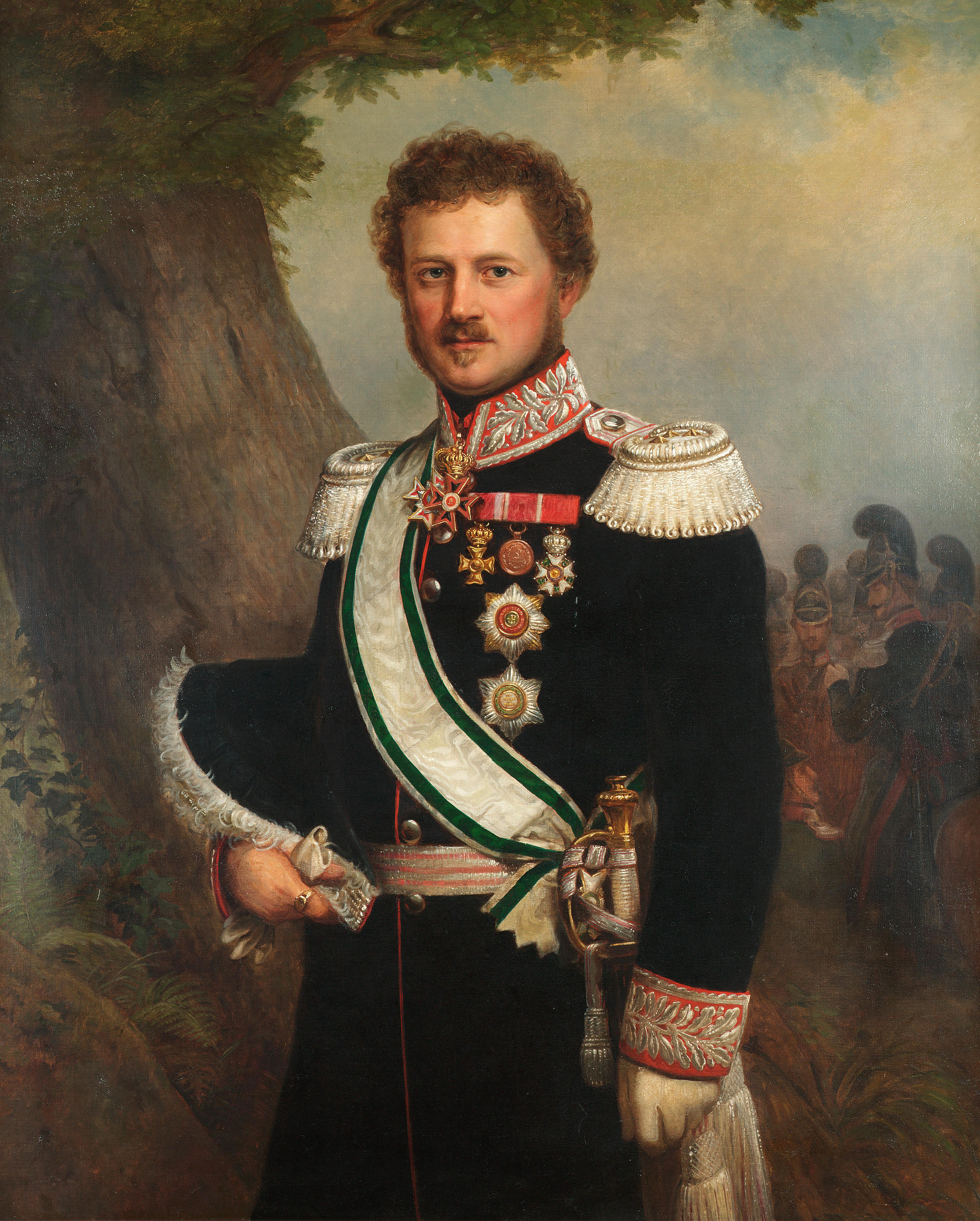
Szef pułku książę Emil von Hessen und bei Rhein

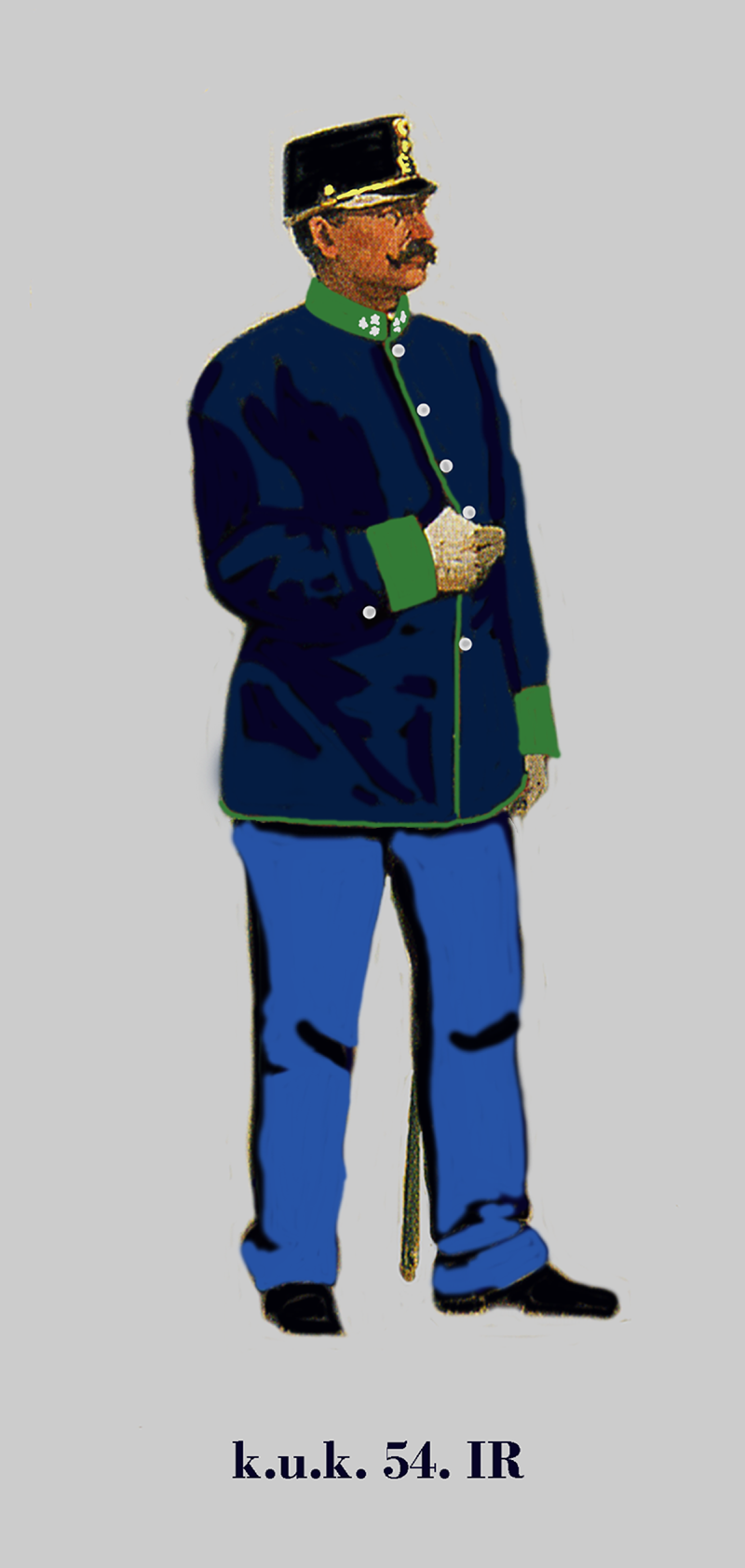
Kapitan IR. 54 w mundurze służbowym

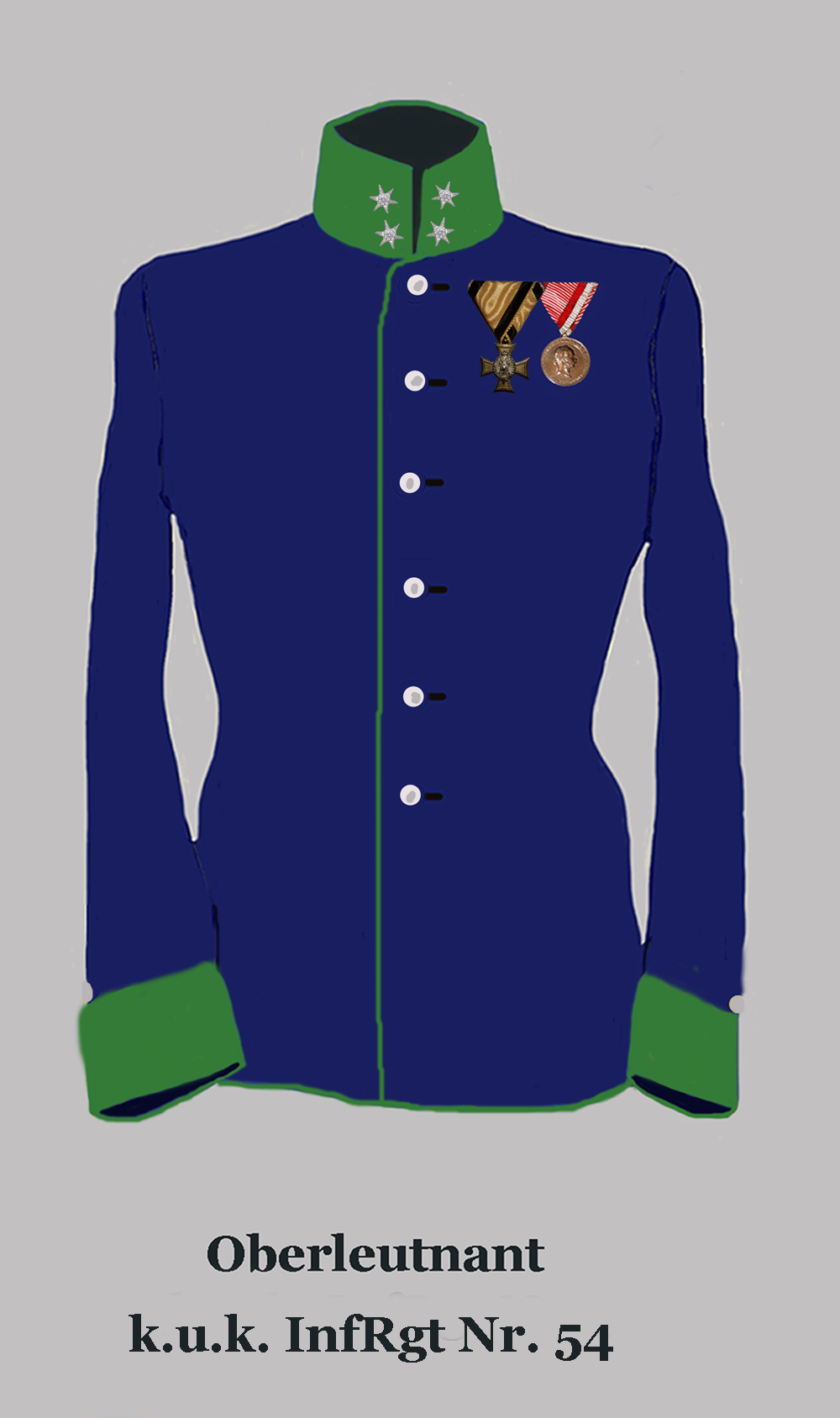
Kurtka munduru porucznika IR. 54

Morawski Pułk Piechoty Nr 54 (IR. 54) – pułk piechoty cesarskiej i królewskiej Armii.

## Historia pułku
Pułk kontynuował tradycje pułku utworzonego w 1661 roku.
Kolejnymi szefami pułku byli:
- FM Ernst Rüdiger von Starhemberg (1669 – †4 VI 1701),
- FM Lothar Joseph von Königsegg-Rothenfels (1720 – †8 XII 1751),
- książę Emil Maximilian Leopold von Hessen und bei Rhein (1831 – †30 IV 1856),
- FML Wilhelm von Grueber (1857 – †8 VIII 1877),
- FZM Franz von Thun und Hohenstein (1877 – †30 VII 1888)[1].

Od 1888 roku pułk nosił imię marszałka polnego Ernsta Rüdigera von Starhemberg.
Swoje święto pułk obchodził 24 lipca w rocznicę bitwy pod Sommacampagna stoczonej w 1848 roku, w trakcie wojny austriacko-piemonckiej.
Barwy pułku: zielone jabłko (apfelgrün), guziki srebrne.
Skład narodowościowy w 1914 roku 64% - czesi, 30% - Niemcy.
Okręg uzupełnień nr 54 Ołomuniec (niem. Olmütz) na terytorium 1 Korpusu.
W 1873 roku komenda pułku, batalion zapasowy oraz batalion uzupełnień stacjonowały w Ołomuńcu.
W latach 1903–1905 komenda pułku oraz II batalion i batalion zapasowy stacjonowały w Cieszynie (niem. Teschen), natomiast I i III batalion w Ołomuńcu.
W latach 1906–1908 komenda pułku, II i III batalion oraz batalion zapasowy stacjonowały w Pljevlji, natomiast I batalion w Ołomuńcu.
W 1909 roku komenda pułku, II i III batalion oraz batalion zapasowy stacjonowały w Sarajewie, natomiast I batalion w Ołomuńcu.
W latach 1910–1914 komenda pułku razem z 1,. 3. i 4. batalionem stacjonowała w Ołomuńcu, natomiast 2. batalion w Karniowie (niem. Jägerndorf).
W 1914 roku pułk wchodził w skład 9 Brygady Piechoty należącej do 5 Dywizji Piechoty.
W październiku 1918 pułk stacjonował w koszarach w Sanoku (wcześniej zajmowane przez 45 pułk piechoty), gdzie od 1 listopada 1918 został rozbrojony przez Polaków (komendantem załogi był wtedy płk Iwan Maksymowycz). Wcześniej przyjaźnie nastawieni wobec sprawy polskiej czescy wojskowi z pułku (oficerowie, podoficerowie, szeregowi) utworzyli rewolucyjny Komitet Żołnierski, na czele którego stanął por. Viktor Nopp-Rudolf, który był patriotycznie usposobiony i szczególnie oddany dla sprawy polskiej. Zamiarem Komitetu było wypowiedzenie posłuszeństwa komendzie pułku oraz powrót do Czech. Na dzień podjęcia działań ustalono 1 listopada 1918 i wtedy plutony i kompanie złożone z czeskich żołnierzy wymaszerowały pod kierunkiem por. Noppa na sanocki rynek, gdzie on sam objaśnił podkomendnym sytuację i nakazał zdjęcie z czapek „bączków austriackich” oraz złożenie przysięgi na wierność państwu czeskiemu (wzgl. czechosłowackiemu). Do zgromadzonych Czechów dołączyli się polscy przedstawiciele władz miasta i główni działacze niepodległościowi. Tego samego 1 listopada 1918 do koszar udała się skierowana rankiem tego dnia przez sanocką Radę Miejską delegacja z żądaniem wobec płk. Maksymowicza rozbrojenia załogi wojskowej i oddania władzy Polakom. W składzie delegacji byli: burmistrz Sanoka dr Paweł Biedka, były burmistrz Feliks Giela, adwokaci dr Wojciech Ślączka, dr Adolf Bendel i dr Jonasz Spiegel, działacze sokoli Adam Pytel i Marian Szajna, Michał Słuszkiewicz, lekarz dr Karol Zaleski, H. Sobol, Tomasz Rozum, Michał Guzik oraz wojskowi kpt. Antoni Kurka (kmdt POW na Sanok), kpt. Franciszek Stok, kpt. Eugeniusz Hoffman i – jak po latach określił historyk Wojciech Sołtys – „pozyskany dla sprawy polskiej Czech” por. Viktor Nopp-Rudolf. Pułkownik Maksymowycz wyraził opór, jednak mimo tego ostatecznie uległ (także wskutek presji czeskich żołnierzy pojawiających się w gabinecie komendanta) i Polacy kontynuowali przejmowani władzę w mieście i powiecie. Podczas spotkania presję na pułkownika wywarli także czescy żołnierze 54 pułku, którzy stanęli po stronie polskiej. W tym samym dniu Maksymowycz został internowany, początkowo odprowadzony do swojej kwatery, a potem w asyście dwóch oficerów wywieziony do Krakowa. Czescy żołnierze postanowili pozostać w mieście w kolejnych dniach w czasie przejmowania władzy przez Polaków, wobec czego ich wyjazd z miasta przesunął się o kilka dni. W dniu 4 listopada 1918 pułk nr 54 w sile ok. 1000 żołnierzy pułku wyjechał z Sanoka (ok. 600 narodowości czeskiej i 300 narodowości niemieckiej).

## Kadra pułku
Komendanci pułku
- płk Carl Pehm (1873)
- płk Otto von Bonelli (1903–1907)
- płk Otto Edler von Schmid (1908–1909)
- płk Joseph Hrozný von Bojemil (1911–1914[1])
- płk Anton Rada (1914)
- płk Josef Hutter von Bahmannshoven (1918)[16].

Oficerowie
- ppłk Juliusz Wolny (komendant II baonu w 1913)
- mjr Stefan Witkowski
- kpt. Teodor Osman †7 VI 1915, pośmiertnie odznaczony Krzyżem Zasługi Wojskowej 3 klasy z dekoracją wojenną[17]
- por. Oswald Frank
- por. Viktor Nopp-Rudolf